# Équipe de Sierra Leone de rugby à XV
L'équipe de Sierra Leone de rugby à XV rassemble les meilleurs joueurs de rugby à XV de Sierra Leone. Elle est membre de Rugby Afrique depuis janvier 2015 et joue actuellement dans la Coupe d'Afrique 3.